# Pieve Fissiraga
Pieve Fissiraga (lombardul: Pieu) település Olaszországban, Lombardia régióban, Lodi megyében. Lakosainak száma 1752 fő (2023. január 1.). Pieve Fissiraga Cornegliano Laudense, Lodi Vecchio, Massalengo, Villanova del Sillaro, Sant’Angelo Lodigiano, Lodi és Borgo San Giovanni községekkel határos.

## Népesség
A település lakossága az elmúlt években az alábbi módon változott:
| Lakosok száma | 1789 | 1780 | 1752 |
|               | 2017 | 2018 | 2023 |